# Formel-E-Rennstrecke Zürich
Die Formel-E-Rennstrecke Zürich ist ein temporärer Stadtkurs für Rennen der FIA-Formel-E-Meisterschaft in Zürich mit einer Länge von 2,465 km. Am 10. Juni 2018 fand im Rahmen der Saison 2017/18 die bisher einzige Austragung des Zürich E-Prix auf dieser Strecke statt; die Veranstaltung wurde 2019 nach Bern verlegt.

## Kurs
Für die Gestaltung des Kurses zeichnete das renommierte Ingenieurbüro Tilke Ingenieure & Architekten von Hermann Tilke verantwortlich.
Der Kurs in Zürich führt über öffentliche Straßen im Quartier Enge des Stadtkreises 2, direkt am Ufer des Zürichsees. Er verläuft gegen den Uhrzeigersinn und besteht aus elf Kurven. Der Mythenquai bildet die Start-Ziel-Gerade, dann biegt die Strecke hinter dem Arboretum nach rechts in den General-Guisan-Quai ab. Es folgt eine 90-Grad-Linkskurve vor dem Roten Schloss, dann führt die Strecke über die Stockerstrasse und nach zwei weiteren 90-Grad-Linkskurven über die Dreikönigstrasse und die Genferstrasse. Anschließend biegt die Strecke nach rechts in die Gotthardstrasse ab, und danach wieder links auf die Alfred-Escher-Straße, die die Gegengerade bildet. Auf Höhe der Kreuzung mit der General-Wille-Straße wird diese Gerade durch eine Schikane unterbrochen. Anschließend folgt eine Spitzkehre, mit der die Streckenführung nach links zurück auf den Mythenquai abbiegt.
Da die Bewilligung des Rennens die Einrichtung und Kontrolle einer Geschwindigkeitsbegrenzung vorsieht, gilt auf der Strecke ein Tempolimit von 220 km/h.

## Austragung 2018
2018 begannen die Aufbauarbeiten rund zwei Wochen vor dem Rennen. Die Straßen, auf denen das Rennen stattfand, wurden am Freitagabend, 48 Stunden vor dem Rennstart des ersten Zürich E-Prix, für den Verkehr gesperrt. Dieser wurde weiträumig umgeleitet. Anwohner mussten teilweise schon im Voraus ihre Fahrzeuge beim Albisgüetli parkieren.
Letzte Arbeiten erfolgten also in kurzer Zeit vor dem Rennen. Da die Strecke die Schienen der Tramlinie 5 quert, fuhr auch diese von Freitagabend bis Montagmorgen nicht. An mehreren Stellen entlang der Strecke wurden kostenpflichtige Tribünen errichtet. Die Garagen in der Boxengasse und einige der Brücken, die den von der Rennstrecke umschlossenen Bereich zugänglich machen, wurden aus Holz errichtet. In den Parkanlagen beim Arboretum am Mythen- und General-Guisan-Quai befand sich das sogenannte eVillage, wo die Öffentlichkeit das Rennen auf der Großleinwand verfolgen und sich an Ständen rund um Elektromobilität informieren konnte. Die erste Austragung zog gemäß der Stadtpolizei Zürich über 100.000 Zuschauer an. Die Sperrung der entsprechenden Straßen wurden am Tag nach dem Rennen um 5 Uhr aufgehoben.
Um das Renngeschehen besser verfolgen zu können, erklammen Besucher diverse Straßenschilder und Häuserdächer. Durch die Überbelastung zerbrach eine Faserzement-Platte eines Parkhauses, ein Mann stürzte rund drei Meter in die Tiefe und zog sich dabei mittelschwere Verletzungen zu.

## Absage der Austragung 2019
Am 4. September 2018 erfolgte seitens des Stadtrats von Zürich die Absage des für den 9. Juni 2019 geplanten Rennens auf der Rundstrecke. Da neben dem Züri Fäscht im Sommer 2019 auch das zehnjährige Jubiläum des Zurich Pride Festivals stattfindet, wollte man der Bevölkerung nicht noch eine weitere Großveranstaltung im gleichen Sommer zumuten. Außerdem wurde kommuniziert, dass bei einer Austragung im Jahr 2020 die Strecke an einen anderen Ort verlegt werden müsste, wo die Anwohner weniger belastet werden würden. Als Ersatz sprang Bern mit einer eigenen, neuen Rennstrecke ein.